# Damien O’Donnell

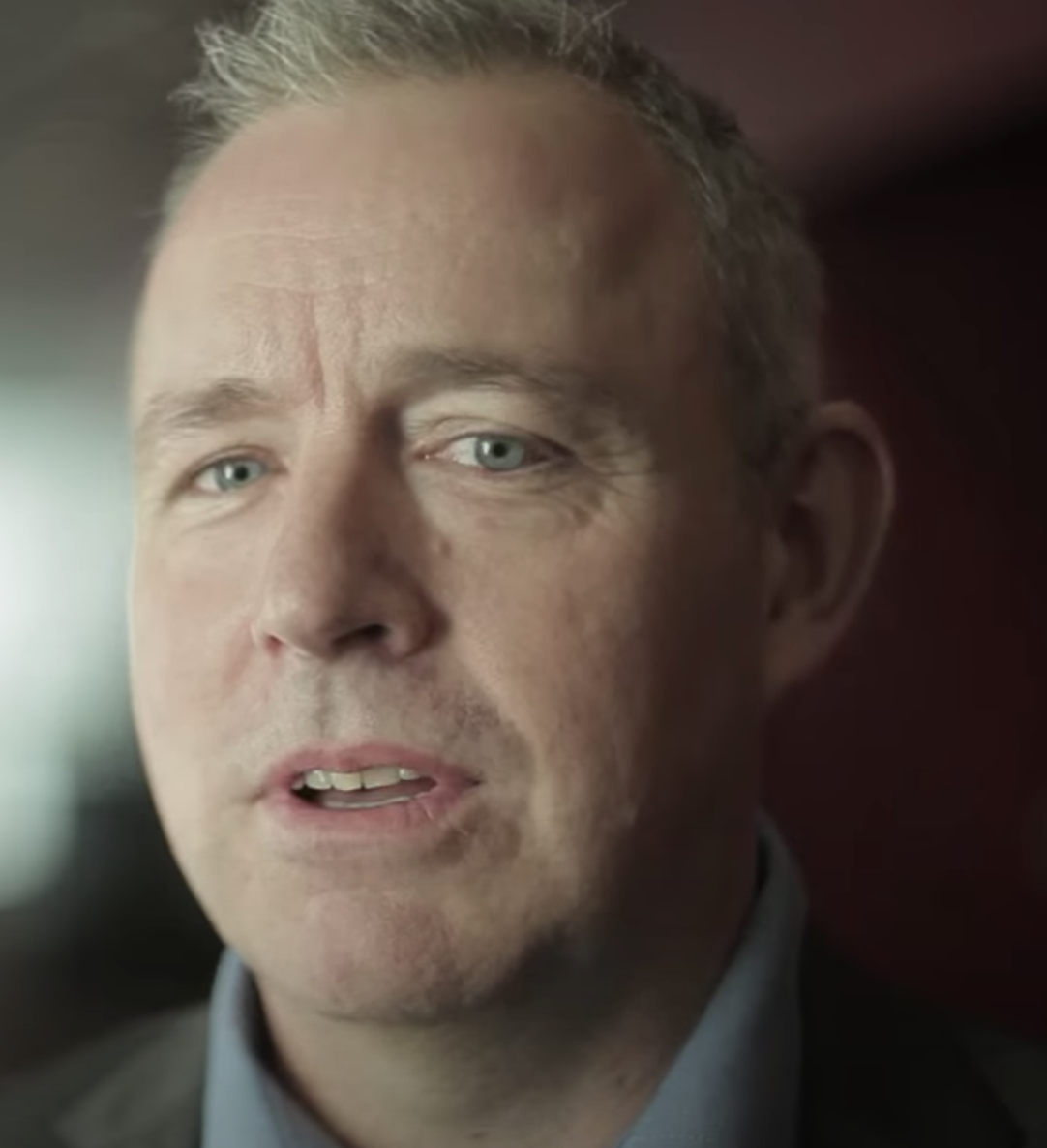
Damien O’Donnell (2. Februar 2016)

Damien O’Donnell (* 1967 in Dublin) ist ein irischer Filmregisseur und Drehbuchautor.
Sein Debüt als Regisseur und Drehbuchautor gab Damien O’Donnell 1995 mit dem Kurzfilm 35 Aside, bei dem er auch als Filmeditor tätig war. Vier Jahre später folgte mit Chrono-Perambulator ein weiterer Kurzfilm, bei dem Charles Dance die Hauptrolle übernahm. Im selben Jahr inszenierte O’Donnell mit East is East seinen ersten Spielfilm, für den er 2000 bei den British Academy Film Awards mit dem „Alexander Korda Award for Best British Film“ ausgezeichnet wurde. Des Weiteren gewann er einen Empire Award in der Kategorie Bestes Debüt sowie den Evening Standard British Film Award für den Besten Film. Sein nächstes Projekt war erneut ein Kurzfilm, der unter dem Titel What Where im Jahr 2000 veröffentlicht wurde. 2002 entstand Heartlands mit dem Schauspieler Michael Sheen in der Hauptrolle. Zwei Jahre darauf wurde Inside I’m Dancing produziert, der bei den Irish Film and Television Awards vom Publikum als Bester Film ausgezeichnet wurde. In den Jahren 2012 bis 2014 war er an der Serie The Savage Eye beteiligt. 2015 führte er Regie in zwei Folgen der irischen Fernsehserie Clean Break.